# Pelota
|  | For Jørgen Leths film om spillet, se Pelota (film) |
Pelota (spansk: pelota, baskisk: pilota, fransk: pelote) er et traditionelt boldspil, der især spilles i Baskerlandet. Spillet udøves af to-fire spillere, der skiftes til at slå en lille læderbold op mod en mur. I de mest populære spil benytter deltagerne de bare næver (pelota a mano), men i visse udgaver af spillet benyttes forskellige former for ketchere eller bat. Pelota spilles på en aflang bane kaldet en fronton. I de baskiske provinser ligger der en fronton i næsten alle større og mindre byer, såvel udendørs som indendørs.
Under de professionelle kampe er der ofte stor væddemålsaktivitet, hvor tilskuerne kan sætte deres penge på enten rødt eller blåt hold. Bookmakerne justerer løbende oddsne alt efter kampens udfald. Spillerne er iklædt hvide bukser og poloskjorter, men modstanderne kan skelnes fra hinanden, da de bærer et henholdsvis rødt eller blåt bånd om livet.
Bolden, der sys i hånden, består af fire lag: Inderst en lille trækugle, dernæst et lag gummi, et lag uldtråd og til sidst et lag gedeskind.
I 1983 instruerede den danske digter og filmskaber Jørgen Leth en dokumentar om spillet ved navn Pelota.